# Erlang Shen

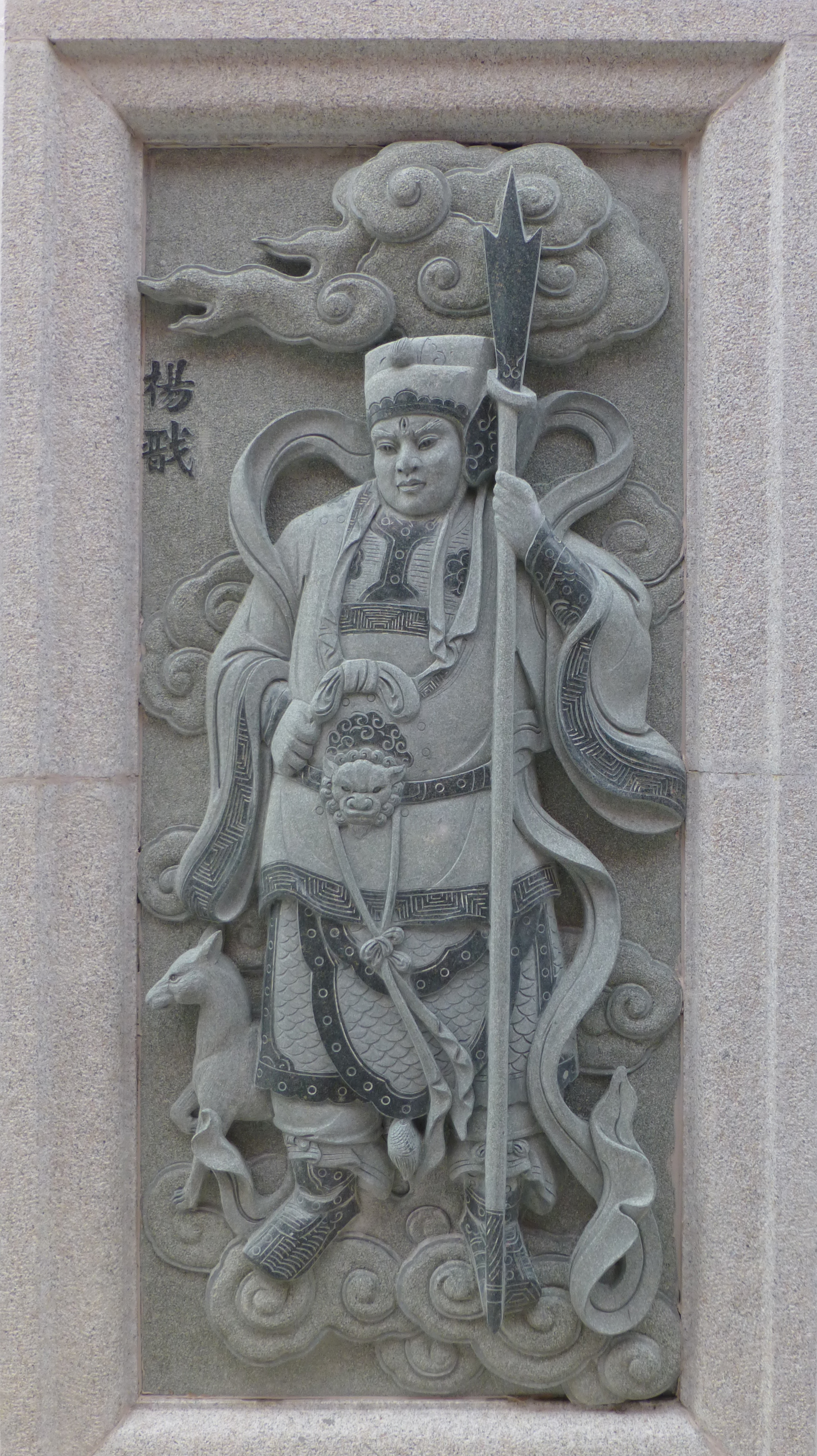
Erlang Shen

Erlang Shen (chinesisch 二郎神, manchmal auch Yang Jian oder Yang Shen) ist eine taoistische Schutzgottheit und der Neffe des Jadekaisers in der chinesischen Mythologie. Teilweise wird er auch als Jagdgottheit und als Gottheit des Wassers angesehen.
Er ist bekannt für sein drittes, allsehendes Auge an seiner Stirn, auch bekannt als das Phönix-Auge oder Himmelsauge, seine übernatürlichen Kräfte und seinen treuen Begleiter, den magischen Jagdhund Tian Quan.
Seine Mutter ist die Schwester des Jadekaisers und war mit dem Sterblichen Yang verheiratet. Aus dieser Ehe heraus gebar sie Erlang Shen.
In Die Reise in den Westen wird er in einem Gedicht als ein edler und ruhmreicher Krieger beschrieben, mit einem gelben Gewand, goldenen Stiefeln und einen mit Juwelen besetzten Jadegürtel. Seine Waffen waren eine Axt, ein Bogen und ein zweischneidiger Dreizack.

## Legenden

### Die Reise in den Westen
In dem chinesischen Roman Die Reise in den Westen wurde Erlang Shen von Bodhisattva Guanyin und dem Jadekaiser aufgrund seiner enormen übernatürlichen Kräfte geschickt, um den rebellischen Affenkönig Sun Wukong zu ergreifen, nachdem selbst hunderttausende himmlische Soldaten ihn nicht bezwingen konnten.
Erbost von der Respektlosigkeit Sun Wukongs, begab sich Erlang mit seinen sechs Kampfesbrüdern in einen langen und ebenbürtigen Kampf, in welchem beide in gleicher Stärke aufeinandertrafen. Erlang kämpfte mit seinem göttlichen Dreizack, während Sun Wukong seinen magischen Stab benutzte und sobald Erlang seinen Körper vergrößerte, vergrößerte Sun Wukong seinen Körper ebenfalls. Dies setzte sich solange fort, bis beide in unermessliche Größe wuchsen und der Affenkönig sich schließlich zurückverwandelte, als er bemerkte, wie viel Angst und Schaden die beiden in dieser Größe anrichteten. Somit flüchtete er vor Erlang und dessen Kameraden, verwandelte sich in einen kleinen Spatz und versteckte sich in einem Baum. Nachdem ihn Erlangs Kameraden nicht finden konnten und dachten, dass er geflohen sei, benutzte Erlang Shen sein allsehendes dritte Auge und entdeckte den Affenkönig in dem Körper eines Vogels auf einem Baum sitzend. Daraufhin duellierten sich die beiden in zahlreichen verschiedenen Verwandlungen, vom Drachen bis zum Fisch.
Schließlich verwandelte sich Sun Wukong unbemerkt in die Gestalt seines Gegners, flüchtete in dessen Tempel und konnte die dort Ansässigen somit überlisten. Als Erlang Shen dies mitbekam, folgte er dem Affenkönig in den Tempel und lieferte sich mit ihm erneut einen Kampf. Hier bekam Erlang Shen Hilfe von Bodhisattva Guanyin und Laotse, welcher seine ehemalige magische Waffe, resistent gegen Feuer und Wasser, fähig zu Verwandlungen und bekannt unter dem Namen Diamant-Jade, mitbrachte. Mit ihr traf er Sun Wukong und brachte ihn zu Fall, woraufhin der Affenkönig flüchtete, diesmal jedoch von dem Jagdhund von Erlang Shen durch einen Biss in die Wade aufgehalten.
So war es Erlang Shen und den Gottheiten gelungen, Sun Wukong endlich zu fassen und gefangen zu nehmen.

## Trivia
- Erlang Shen ist ein spielbarer Charakter im MOBA Smite[4]
- Erlang Shen ist die Bezeichnung eines benutzbaren Gegenstandes in dem Computerspiel Diablo 3 und Reaper of Souls[5]
- Er hat einen Auftritt in der 5. Episode („Battle Against Erlang Shen“) der Zeichentrick-Kinderserie Journey to the West und ist ein Nebencharakter des gleichnamigen Spielfilms aus 1996[6]